# Castilleja kaibabensis
Castilleja kaibabensis är en snyltrotsväxtart som beskrevs av Noel Herman Holmgren. Castilleja kaibabensis ingår i släktet målarborstar, och familjen snyltrotsväxter. Inga underarter finns listade i Catalogue of Life.